# Сеш
Сеш (фр. Seich, окс. Sèish) — коммуна во Франции, находится в регионе Юг — Пиренеи. Департамент — Верхние Пиренеи. Входит в состав кантона Сен-Лоран-де-Нест. Округ коммуны — Баньер-де-Бигор.
Код INSEE коммуны — 65416.

## География

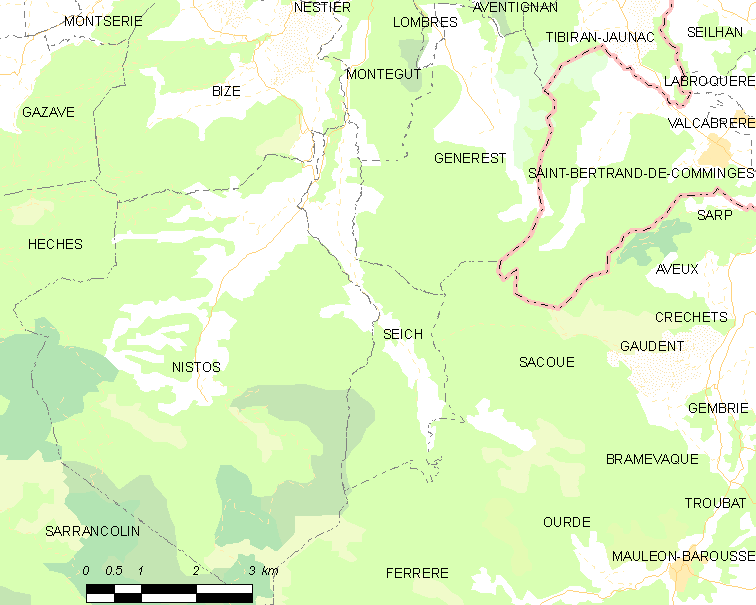
Карта коммуны

Коммуна расположена приблизительно в 670 км к югу от Парижа, в 105 км юго-западнее Тулузы, в 45 км к юго-востоку от Тарба.
Коммуна расположена в долине Барус. На северо-западе коммуны протекает река Нистос.

## Климат
Климат умеренно-океанический с солнечной тёплой погодой и обильными осадками на протяжении практически всего года.

## Население
Население коммуны на 2010 год составляло 64 человека.
| 1962 | 1968 | 1975 | 1982 | 1990 | 1999 | 2010 |
| ---- | ---- | ---- | ---- | ---- | ---- | ---- |
| 60   | 83   | 85   | 74   | 76   | 74   | 64   |

## Администрация
| Период | Период | Фамилия     | Партия | Примечания |
| ------ | ------ | ----------- | ------ | ---------- |
| 2001   | 2020   | Клод Баррер |        |            |

## Экономика
В 2010 году среди 37 человек трудоспособного возраста (15-64 лет) 26 были экономически активными, 11 — неактивными (показатель активности — 70,3 %, в 1999 году было 69,6 %). Из 26 активных жителей работали 23 человека (10 мужчин и 13 женщин), безработных было 3 (2 мужчин и 1 женщина). Среди 11 неактивных 1 человек был учеником или студентом, 6 — пенсионерами, 4 были неактивными по другим причинам.